# Rafael Alkorta
Rafael Alkorta Martínez, född 16 september 1968 i Bilbao, Biscaya, är en spansk före detta fotbollsspelare som spelade som försvarare för Athletic Bilbao, Real Madrid och det spanska landslaget.

## Klubbkarriär
Alkorta började sin karriär som ungdomsspelare i Athletic Bilbao år 1978 och gjorde sin professionella debut för klubbens B-lag sju år senare. Han spelade 40 matcher för B-laget innan han blev given en plats i A-laget inför säsongen 1987/1988 och gjorde sin debut i en 0-1-förlust mot Real Valladolid den 24 oktober 1987. Han spelade 172 matcher för Athletic i den spanska högstadivisionen.
Alkorta drog till sig storklubben Real Madrids intresse och flyttade till huvudstadslaget inför säsongen 1993/1994. I Real spelade han som mittback bredvid Fernando Hierro och de bildade en formidabel backlinje. Efter 107 ligamatcher och två ligatitlar återvände han till Athletic säsongen 1997/1998 och hjälpte laget att sluta på en andraplats i tabellen. Han var given i startelvan de följande åren men efter bara sex matcher säsongen 2001/2002 valde han att lägga skorna på hyllan och avsluta karriären.

## Internationell karriär
Alkorta gjorde sin landslagsdebut för Spanien den 26 maj 1990 i en 1-0-vinst mot Jugoslavien på bortaplan. Alkorta spelade 54 landskamper, till och med år 1998.
Han spelade i tre VM-turneringar - 1990, 1994 och 1998 - samt i EM -96.

## Meriter
- Real Madrid:
  - La Liga: 1994/1995, 1996/1997
  - Spanska supercupen: 1994